# Jaime Alguersuari
Jaime Víctor Alguersuari Escudero (Barcelona, 23 de Março de 1990) é um ex-automobilista espanhol.

## Carreira
Foi campeão da Fórmula 3 britânica em 2008, e tornou-se o mais jovem piloto a participar da corrida dos Campeões e de um Grande Prêmio da Fórmula 1, batendo o recorde do piloto neozelandês Mike Thackwell.

### Fórmula 1

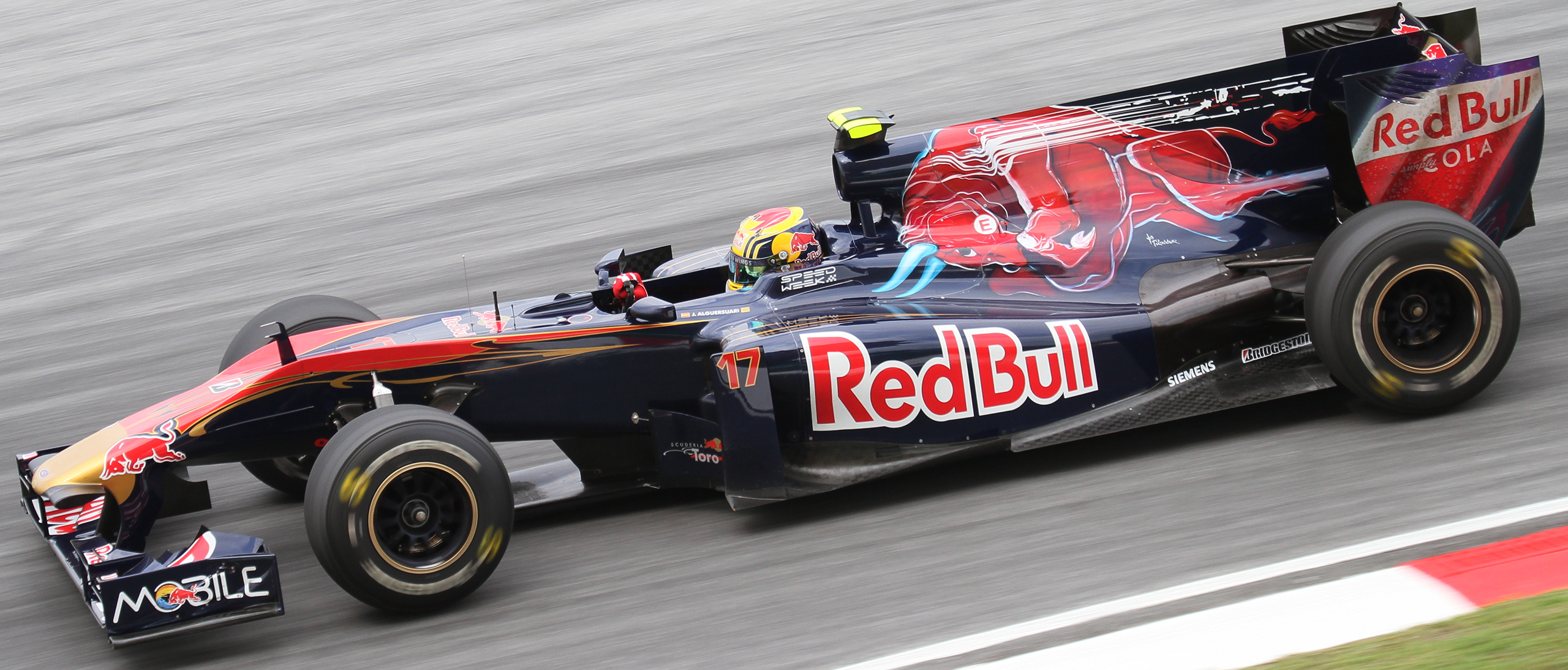
Alguersuari pilotando sua Toro Rosso no Grande Prêmio da Malásia de 2010.

Em sua estreia na Fórmula 1, no dia 26 de julho de 2009, no Grande Prêmio da Hungria pela equipe Toro Rosso, Alguersuari completou a prova na 15ª posição. Os primeiros pontos na categoria foram conquistados no Grande Prêmio da Malásia, quando terminou a corrida na nona colocação.

#### 2011
No Grande Prêmio da Itália, Alguersuari largou em décimo oitavo e conseguiu se recuperar durante a corrida, cruzando a linha de chegada na sétima posição. Sua melhor colocação no campeonato, até então.

## Posição de chegada nas corridas de Fórmula 1
Legenda: (Corridas em negrito indicam pole position); (Corridas em itálico indicam volta mais rápida)
| Temporada | Equipe              | Chassis         | Motor              | 1      | 2      | 3       | 4      | 5      | 6       | 7      | 8      | 9      | 10      | 11     | 12      | 13      | 14      | 15      | 16     | 17      | 18     | 19     | Classificação | Pontos |
| --------- | ------------------- | --------------- | ------------------ | ------ | ------ | ------- | ------ | ------ | ------- | ------ | ------ | ------ | ------- | ------ | ------- | ------- | ------- | ------- | ------ | ------- | ------ | ------ | ------------- | ------ |
| 2009      | Scuderia Toro Rosso | Toro Rosso STR4 | Ferrari 056 2.4 V8 | AUS    | MAL    | CHN     | BAR    | ESP    | MON     | TUR    | GBR    | ALE    | HUN 15  | EUR 16 | BEL Ret | ITA Ret | SIN Ret | JAP Ret | BRA 14 | ABU Ret |        |        | 24º           | 0      |
| 2010      | Scuderia Toro Rosso | Toro Rosso STR5 | Ferrari 056 2.4 V8 | BAR 13 | AUS 11 | MAL 9   | CHN 13 | ESP 10 | MON 11  | TUR 12 | CAN 12 | EUR 13 | GBR Ret | ALE 15 | HUN Ret | BEL 13  | ITA 15  | SIN 12  | JAP 11 | COR 11  | BRA 11 | ABU 9  | 19º           | 5      |
| 2011      | Scuderia Toro Rosso | Toro Rosso STR6 | Ferrari 056 2.4 V8 | AUS 11 | MAL 14 | CHN Ret | TUR 16 | ESP 16 | MON Ret | CAN 8  | EUR 8  | GBR 10 | ALE 12  | HUN 10 | BEL Ret | ITA 7   | SIN 21  | JAP 15  | COR 7  | IND 8   | ABU 15 | BRA 11 | 14º           | 26     |